# Axis kuhlii
Espèce
Statut de conservation UICN

 CR  : 
En danger critique
Statut CITES
Le Cerf de Bawean (Axis kuhlii) ou Cerf-cochon de Bawean est un cervidé endémique de l'île de Bawean classée comme espèce en voie d'extinction par l'IUCN depuis 2008 en raison de faibles effectifs et d'une zone d'habitat restreinte entre autres. La population de l'espèce est estimée à la fin des années 2000 à environ 250 individus.
Le cervidé est à ne pas confondre avec les espèces voisines que sont Axis porcinus et Axis calamianensis.
L'animal a été nommé en hommage au zoologiste allemand Heinrich Kuhl.